# أنطوان شويري
أنطوان شويري (3 أغسطس 1939 – 9 مارس 2010) كان مسؤول تنفيذي إعلامي لبناني، أسس مجموعة الشويري، أكبر وسيط إعلامي في الشرق الأوسط. ولد في بيروت عام 1939، لعائلة مسيحية مارونية من بشاري وتزوج من زوجته «روز سلامة» في عام 1961، توفي في 9 مارس 2010 بسبب مضاعفات صحية، ودُفن في منزل أجداده في بشري.

## مجموعة الشويري
في أوج قوتها سيطرت مجموعة الشويري  (من خلال شركات شويري: أرابيان ميديا سيرفيسز إنترناشونال، ممس، أرايان أوتر، تايمز الدولية، إعلام صوتي مرئي، سي ميديا، ميديا بريس، خدمات الوسائط الرقمية و Interadio و Promofair و AMC و SECOMM) تدفق الإعلانات للمؤسسات التالية:

### التلفاز
- الترفيه العربي: الدراما العربية، MBC مصر.
- الترفيه العام: MBC1، تلفزيون الوطن الكويت، LBCI، تلفزيون دبي، تلفزيون سما دبي.
- Indian and Bollywood and Youth and Sports and Western Entertainment: MBC2، MBC4، Dubai One، Dubai Racing، MBC Action، MBC MAX، MBC Bollywood.
- الترفيه الهندي المدبلج: MBC Bollywood.
- قنوات الأخبار: العربية، العربية الحديثة.
- قنوات الموسيقى: Melody Hits و Mazzika و Zoom و Wanasah و Melody FM.
- قنوات الأطفال: MBC3.
- قنوات الشباب والرياضة: قناة دبي الرياضية، قناة دبي للسباقات.

### الجرائد
- الإمارات العربية المتحدة: البيان (الجريدة الرسمية لمدينة دبي)، الإمارات اليوم، الإمارات للأعمال 247.com، الحياة (تفخر بأنها «جريدة يومية عربية دولية») ؛
- لبنان: النهار العربية اليومية، لوريان لو جور، السفير، الحياة ؛
- السعودية: اليوم.

### المجلات
- لبنان: نون (مجلة المرأة الفرنسية الشهرية الرائدة في لبنان)، وكومير دو ليفان (مجلة الأعمال الشهرية الفرنسية الرائدة في لبنان)، وسانتي بيوتي (مجلة الجمال والصحة الفرنسية)، ولورينت جونيور (مجلة المراهقين الفرنسية الشهرية) ؛
- الكويت: مجلة سمره (تم إطلاقها في عام 1993، سمره هي مجلة شهرية موجهة نحو الأسرة والمجتمع والأزياء ونمط الحياة)
- عموم العرب: جمالوقي (مجلة شهرية تصدر باللغة العربية، يتم توزيعها في الدول العربية. يستهدف الإناث العربيات. الحدث الرياضي وهي مجلة شهرية متخصصة باللغة العربية تصدر في الدول العربية. )، مجلة لاها (تم إطلاقها في سبتمبر 2000، مجلة لاها هي مجلة أسبوعية عربية للأسرة)، مجلة آرا (تم إطلاقها في أكتوبر 2011 باعتبارها المجلة الأولى والوحيدة التي تصدرها الهيئة الإعلامية لحكومة دبي "DMI") ؛